# Divja svinja
Divja svinja (znanstveno ime Sus scrofa) je izvorna vrsta vseh pasem domače svinje.
Je vsejed sesalec. Prehranjuje se s koreninami, gomolji, zelišči, jajci, deževniki, žuželkami, glodavci, mrhovino. Dejavna je podnevi in ponoči, živi v družinah, samec se pridruži skupinam le v paritvenem obdobju. Ima stalne teritorije. Hrano išče in lovi le ponoči.
Ima klinasto glavo in masivno telo. Lahko zraste do velikosti 180 cm in tehta do 180 kg, redko 250 kg. Samci so večji kot samice. Poleti je kožuh bolj ali manj siv, pozimi črnikast z gosto podlanko. Rada živi v bližini močvirij ali voda.

## Razširjenost
Evropa (razen Skandinavije in otokov, na Britanskem otočju iztrebljena), srednja in južna Azija, v Severno in Južno Ameriko, Avstralijo so jo zanesli.
V Sloveniji je splošno razširjena v listopadnih in mešanih gozdovih, do drevesne meje, posebno tam kjer so močvirja. V Ameriko in Avstralijo pa jih je naselil človek.

## Razmnoževanje
Paritveno obdobje traja od novembra do januarja, brejost traja 4–5 mesecev, povrže 4–6 (največ 12) mladičev, ki sesajo 3 mesece. So okrasto, do črno rjavi s temnimi vzdolžnimi progami. Drugače rečemo razmnoževanju tudi "bukanje". Med bukanjem samec močno shujša. Zanimivo pa je, da čeprav svinja lahko skoti do 13 mladičev, jih lahko preživi le 8, saj ima svinja le 8 seskov.

## Fizični opis
Merjasci imajo masivno in debelo telo, ki se zoži v koničast rilec. Odrasli merjasec je visok 1 m, široka pa 1,1 m–1,6 m. Tehtajo tudi do 170 kg. Imajo kratke noge, ki so močne in imajo 4 kremplje. Krepek rep se konča s čopom dlak. Imajo izredno razvita čutila. Najbolj pomemben in najbolj razvit čut je voh. Imajo 44–45 zob in dva posebej razvita podočnika – »čekana«, ki sta tudi njihovo glavno orožje.

## Hrana
Divje svinje so vsejede živali. Divji prašič je vsejed, ki zauživa pretežno rastlinsko hrano. Velik del njegove prehrane predstavljajo plodovi gozdnih dreves, kot so kostanj, žir in želod.